# Município de Ross (condado de Butler, Ohio)
O município de Ross (em inglês: Ross Township) é um município localizado no condado de Butler no estado estadounidense de Ohio. No ano de 2010 tinha uma população de 8.355 habitantes e uma densidade populacional de 106,19 pessoas por km².

## Geografia
O município de Ross encontra-se localizado nas coordenadas 39° 21′ 01″ N, 84° 38′ 50″ O. Segundo a Departamento do Censo dos Estados Unidos, o município tem uma superfície total de 78.68 km², da qual 78.17 km² correspondem a terra firme e (0.64%) 0.51 km² é água.

## Demografia
Segundo o censo de 2010, tinha 8.355 habitantes residindo no município de Ross. A densidade populacional era de 106,19 hab./km². Dos 8.355 habitantes, o município de Ross estava composto pelo 97.88% brancos, o 0.24% eram afroamericanos, o 0.13% eram amerindios, o 0.22% eram asiáticos, o 0.02% eram insulares do Pacífico, o 0.41% eram de outras raças e o 1.1% pertenciam a duas ou mais raças. Do total da população o 0.92% eram hispanos ou latinos de qualquer raça.